# Фатіх Терім
Фатіх Терім (тур. Fatih Terim, нар. 4 вересня 1953, Адана) — турецький футболіст, що грав на позиції захисника. По завершенні ігрової кар'єри — тренер.
З 20-ти років до кінця футбольної кар'єри виступав за «Галатасарай». Також провів 51 матч за збірну Туреччини, з яких 35 — із капітанською пов'язкою.
У 1993 році очолив національну команду Туреччини, яку вивів на Євро-1996 вперше в її історії, а згодом ще двічі повертався на тренерський місток збірної. Також протягом декількох каденцій був тренером «Галатасарая», з яким виграв 7 національних чемпіонатів та 2000 року переміг у Кубку УЄФА.

## Клубна кар'єра
Вихованець клубу «Адана Демірспор» з рідного міста, до основної команди якого почав залучатися з 16-річного віку. 
1974 року 20-річний на той час оборонець приєєднався до лав одного з грандів турецького футболу, «Галатасарая», за який відіграв наступні одинадцять сезонів. Більшість часу, проведеного у складі «Галатасарая», був основним гравцем захисту команди. Завершив професійну кар'єру футболіста виступами за команду «Галатасарай» у 1985 році, здобувши у складі стамбульської команди три Кубка Туреччини.

## Виступи за збірні
1971 року провів дві гри за юнацьку збірну Туреччини.
Протягом 1973–1975 років залучався до складу молодіжної збірної Туреччини. На молодіжному рівні зіграв у 10 офіційних матчах, забив один гол.
1975 року дебютував в офіційних матчах у складі національної збірної Туреччини. Протягом кар'єри у національній команді, яка тривала 10 років, провів у формі головної команди країни 51 матч, забивши 2 голи.

## Тренерська робота

### Початок кар'єри
Завершивши виступи на футбольному полі, 31-річний Терім отримав пропозицію від головного тренера «Галатасарая» Юппа Дерваля залишитися в клубі, ставши одним з тренерів команди. А вже 1987 року молодого тренера запросили очолити тренерський штаб столичного «Анкарагюджю», в якому він пропрацював півтора року. Згодом протягом сезону працював з командою ізмірського «Гезтепе».

### Збірна Туреччини (1993—1996)
1990 року прийняв пропозицію очолити молодіжну збірну Туреччини і паралельно стати асистентом Зеппа Піонтека у тренерському штабі національної збірної країни. За три роки, після звільнення німецького фахівця, очолив головну збірну Туреччини. Під його керівництвом команда успішно подолала відбір до Євро-1996, уперше в своїй історії ставши учасницею європейської футбольної першості. Дебют був невдалим — у фінальній частині чемпіонату Європи 1996 турки не лише програли всі ігри групового етапу, але й не забили жодного м'яча.

### «Галатасарай» (1996—2000)
Після Євро Терім залишив збірну, натомість повернувшись до «Галатасарая», вже в статусі головного тренера. У першому ж сезоні під керівництвом нового тренера «Галатасарай», що роком раніше фінішував у чемпіонаті лише на четвертому місці, здобув чемпіонський титул, який протягом наступних трьох сезонів незмінно захищав. В сезоні 1999/2000 крім перемоги у національному чемпіонаті стамбульська команда також тріумфувала у тогорічному розіграші Кубка УЄФА, здолавши у фіналі лондонський «Арсенал». Таким чином, пропрацювавши на чолі «Галатасарая» лише чотири роки, Терім став найуспішнішим тренером в історії клубу, здобувши перший в його історії єврокубок та повторивши результат Гюндюза Килича з кількості виграних чемпіонатів Туреччини.

### Робота в Італії
Надзвичайно успішний турецький тренер зацікавив представників багатьох клбуів з провідних європейських чемпіонатів і 2000 року зробив свій вибір на користь італійської «Фіорентіни», з якою уклав однорічний контракт. Команда вдало розпочала сезон, перемігши з рахунком 4:0 «Мілан» (4–0), зігравши унічию 3:3 з «Ювентусом», а також здолавши за сумою двох ігор все той же «Мілан» у півфіналі Кубка Італії. Проте по ходу сезону 2000/01 Терім оголосив, що не подовжуватиме свій контракт з італійським клубом, оскільки його президент не погодився на запропоновані інвестиції у розвиток команди. Утім турецький спеціаліст не допрацював й до кінця сезону. Результати команди у чемпіонаті погіршилися і він пішов у відставку.
Влітку 2001 року Терім мав пропозиції очолити такі команди як «Барселона» та «Ліверпуль», проте вирішив залишитися в Італії, прийнявши пропозицію від «Мілана», де йому запропонували посаду технічного директора з функціями головного тренера (у тандемі з тренером-почтаківцем Антоніо Ді Дженнаро). В Мілані отримав більше свободи у кадрових рішеннях, зокрема запросивши до команди знайомих йому по попередній роботі Уміта Давалу з «Галатасарая» та Руя Кошту з «Фіорентіни». Запропонована Терімом атакувальна тактика призводила до ослаблення захисту міланської команди і втрати очок в іграх зі слабшими командами, через що його контракт було розірвано вже через п'ять місяців після приходу до клубу.

### «Галатасарай» (2002—2004)
Влитку 2002 відбулося повернення Теріма до «Галатасарая», яке було значно менш успішним, ніж робота з командою наприкінці 1990-х. Клуб переживав не кращі у фінансовому плані часи. Тож друге місце у чемпіонаті в сезоні 2002/03 було досить пристойним результатом, проте відсутнисть можливостей для кадрового підсилення команди і, як наслідок, її не дуже вдалі виступи в сезоні 2003/04 змусили Теріма піти у відставку вже у березні 2004 року, не чекаючи завершення сезону.

### Збірна Туреччини (2005—2009)
Після більш ніж річної перерви у тренерській роботі влітку 2005 року прийняв запрошення змінити Ерсуна Янала на посаді головного тренера збірної Туреччини.

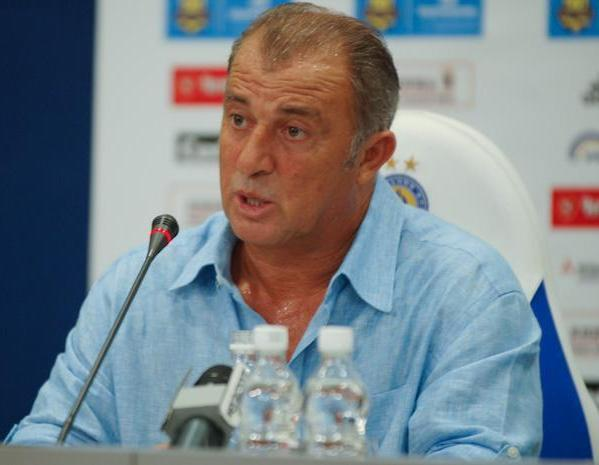
Фатіх Терім на прес-конференції, 2009 рік.

Повернення до національної команди припало на вирішальний етап відбору на чемпіонат світу 2006 року, в якому туркам лишалося провести три гри – проти Данії, України та Албанії. Здобутих 8 очок у ціх матчах виявилося недостатньо аби наздогнати лідерів групи, українців, проте команда забезпечила собі другий рядок підсумкової турнірної таблиці, а відтак й участь у плей-оф за вихід до фінальної частини світової першості. Там Туреччині протистояла збірна Швейцарії, яка здобула перемогу 2:0 у грі в Берні, а у матчі-відповіді в Стамбулі зазнала поразки з рахунком 2:4, що завдяки правилу гостьового гола вивело на мундіаль саме швейцарців.
Попри цю невдачу Терім залишився у збірній і забезпечив Туреччині друге місце у групі відбору на Євро-2008, якого було достатньо для потрапляння на континентальну першість напряму. Безпосередньо на Євро-2008 команда Теріма почала виступи поразкою від збірної Португалії, проте вже у другій грі у своїй групі взяла реванш над Швейцарією за невихід на ЧС-2006, здобувши вольову перемогу 2:1. У вирішальній грі проти Чехії Туреччина також була змушена відіграватися, цього разу з рахунку 0:2, і впоралася із цією задачею, забивши три голи в останні 15 хвилин матчу. Ставши завдяки цім драматичним результатам учасниками плей-оф, на стадії 1/4 фіналу турки у післяматчевих пенальті здолали Хорватію і вийшли до півфіналів, де поступилися збірній Німеччини. Стадія півфіналів стала найвищим досягнення турецької збірної в історії її участей у великих футбольних турнірах. При цьому цікавим є те, що команда, яка увійшла до четвірки найкращих на турнірі, по його ходу провела на полі близько 490 хвилин, з яких лише протягом лічених хвилин вела у рахунку — обидві її перемоги були вольовими і були здобуті відповідно на 92-ій і 89-ій хвилинах матчів.
Після успішного виступу на Євро Терім знову відчув інтерес з боку провідних клубів європейського футболу, проте вирішив залишитися у збірній Туреччини, уклавши відповідний контракт термінод дії до 2012 року.
У відборі на чемпіонат світу 2010 результати турецької команди, утім, були недостатньо стабільними, і 10 жовтня 2009 року після поразки у передостанньому турі від Бельгії вона втратила шанси наздогнати збірну Боснії і Герцеговини і посісти друге місце у групі. Наступного дня тренер оголосив про свою відставку.

### «Галатасарай» (2011—2013)

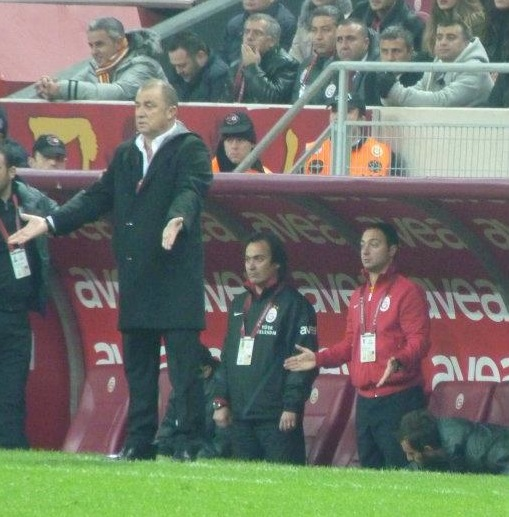
Під час матчу «Галатасарая» у 2011 році.

На початку 2010-х років «Галатасарая» переживав чергову кризу і після того, як сезон 2010/11 було завершено на восьмому місці у чемпіонаті, у клубі відбулася зміна керівництва. Новим головою правління було обрано Юнала Айсала, який відразу ж ініціював запрошення Теріма на посаду головного тренера команди.
Повернення зіркового тренера відразу дало результат — в сезоні 2011–12 здобула свій 18-ий чемпіонський титул, п'ять з яких були завойовані під керівництвом Теріма. It was one of Galatasaray's best seasons, marked by the good performances of young players such as Семіх Кая and Емре Чолак.
Наступного сезону «Галатасарай» Теріма також не лише впевнено захистив чемпіонський титул, але й досить успішно виступив на європейській арені. Попри поразки у двох стартових матчах у Групі H Ліги чемпіонів 2012/13 та нічию у третій грі проти потенційного аутсайдера групи «ЧФР Клуж», турецькій команді вдалося вийти до плей-оф змагання, вигравши решту три матчі, включаючи домашню гру проти лідера групи «Манчестер Юнайтед». При цьому нападник команди Бурак Їлмаз став найкращим бомбардиром групового етапу ЛЧ, забивши 6 голів за 501 проведену на полі хвилину (Кріштіану Роналду забив стільки ж, проте відігравши 540 хвилин). У плей-оф Ліги чемпіонів «Галатасарай» пройшов «Шальке 04» на стадії 1/8 фіналу (4:3 за сумою двох матчів), проте вже у чвертьфіналі вийшов на мадридський «Реал», якому поступився 3:5 попри домашню перемогу 3:2 на Тюрк-Телеком-Арена.
24 вересня 2013 року Терім залишив команду після невдалого старту сезону 2013/14 — лише одна перемога при трьох нічиїх у перших чотирьох турах чемпіонату та розгромна домашня поразка 1:6 від все того ж «Реала» на старті Ліги чемпіонів УЄФА 2013–14. Попри це тренеру було запропоновано подовжити контракт з клубом, що закінчувався влітку 2014 року, і рішення про його відтсавку було прийнято керівництвом клубу лише після відмови Теріма подовжити цей контракт. Новина про відставку Теріма спричинила протести серед уболівальників, які натомість почали вимагати відставки правління клубу
.

### Збірна Туреччини (2013—2017)
22 серпня 2013 року Теріма утретє було призначено головним тренером збірної Туреччини. Як і вісьмома роками раніше його призначення відбулося у розпал відбіркової кампанії, цього разу відбору чемпіонат світу 2014 року, до завершення якого залишалося чотири гри. Туреччина зберігали шанси принаймні потрапити до плей-оф кваліфікації, проте трьох перемог під керівництвом Теріма (в іграх проти Андорри, Румунії і Естонії) виявилося недостатньо. Поразка в останньому турі від Нідерландів разом з перемогами конкурентів змусила Туреччину задовільнитися четвертим місцем у підсумковій турнірній таблиці.
А ось черговий для Теріма відбір на першість Європи пройшов успішніше. У зв'язку зі збільшенням кількості учасників фінальної частини Євро-2016 шанси на вихід до неї мали навіть команди, що посіли треті місця своїх відбіркових груп. Туреччина досить традиційно для команд Теріма розпочала змагання досить невдало, проте здійснила «фінальний спурт», в останніх трьох матчах обігравши усіх основних конкурентів — збірні Нідерландів, Чехії й Ісландії, чого виявилося достатньо, аби посісти третє місце, залишивши нідерландців поза континентальною першістю. Більше того, турецька команда виявилася найкращою серед збірних, що посіли треті місця, і вийшла на Євро, проминаючи ігри плей-оф.
У фінальній частині Євро-2016 турки програли дві перші гри групового етапу, після чого переможний для них заключний матч проти Чехії мав значення лише для престижу команди, адже шанси на вихід до плей-оф були вже втрачені. 

### «Галатасарай» (2017—)
22 грудня 2017 року було оголошено про четвертий прихід Теріма на тренерський місток «Галатасарая», цього разу на зміну Ігору Тудору, який відпрацював зі стамбульською командою менше року і був звільнений попри те, що команда перебувала серед лідерів турецького чемпіонату.
Терім додав команді стабільності і здобув по результатах сезону 2017/18 свій сьомий з «Галатасараєм» титул чемпіона Туреччини.

## Статистика

### Клубна статистика
| Клуб              | Сезон             | Ліга | Ліга | Кубок | Кубок | Інше | Інше | Європа | Європа | Усього | Усього |
| Клуб              | Сезон             | Ігри | Голи | Ігри  | Голи  | Ігри | Голи | Ігри   | Голи   | Ігри   | Голи   |
| ----------------- | ----------------- | ---- | ---- | ----- | ----- | ---- | ---- | ------ | ------ | ------ | ------ |
| «Адана Демірспор» | 1973–74           | 28   | 2    | -     | -     | -    | -    | -      | -      | 28     | 2      |
| «Адана Демірспор» | Разом             | 28   | 2    | -     | -     | -    | -    | -      | -      | 28     | 2      |
| «Галатасарай»     | 1974–75           | 30   | 2    | -     | -     | 3    | 0    | -      | -      | 33     | 2      |
| «Галатасарай»     | 1975–76           | 30   | 3    | 8     | 1     | 4    | 1    | 4      | 0      | 46     | 5      |
| «Галатасарай»     | 1976–77           | 29   | 2    | 2     | 0     | -    | -    | -      | -      | 31     | 2      |
| «Галатасарай»     | 1977–78           | 29   | 2    | 5     | 0     | 2    | 0    | -      | -      | 36     | 2      |
| «Галатасарай»     | 1978–79           | 27   | 2    | 2     | 2     | 3    | 1    | 2      | 1      | 34     | 6      |
| «Галатасарай»     | 1979–80           | 30   | 2    | 10    | 0     | 2    | 0    | 2      | 0      | 44     | 2      |
| «Галатасарай»     | 1980–81           | 27   | 2    | 6     | 0     | 1    | 0    | -      | -      | 34     | 2      |
| «Галатасарай»     | 1981–82           | 28   | 0    | 9     | 1     | 3    | 0    | -      | -      | 40     | 1      |
| «Галатасарай»     | 1982–83           | 29   | 1    | 2     | 0     | 2    | 1    | -      | -      | 33     | 2      |
| «Галатасарай»     | 1983–84           | 28   | 0    | 5     | 0     | 2    | 0    | -      | -      | 35     | 0      |
| «Галатасарай»     | 1984–85           | 30   | 0    | 8     | 3     | 3    | 0    | -      | -      | 41     | 3      |
| «Галатасарай»     | Разом             | 317  | 16   | 57    | 7     | 25   | 3    | 8      | 1      | 407    | 27     |
| Усього за кар'єру | Усього за кар'єру | 345  | 18   | 57    | 7     | 25   | 3    | 8      | 1      | 435    | 29     |

### Статистика виступів за збірну
| Дата       | Місто           | Господарі         | Результат | Гості             | Турнір              | Голи | Примітки |
| ---------- | --------------- | ----------------- | --------- | ----------------- | ------------------- | ---- | -------- |
| 30/04/1975 | Цюрих           | Швейцарія         | 1 – 1     | Туреччина         | Відбір до ЧЄ 1976   | -    | ?'       |
| 12/10/1975 | Бухарест        | Румунія           | 2 – 2     | Туреччина         | товариський матч    | -    |          |
| 29/10/1975 | Дублін          | Ірландія          | 4 – 0     | Туреччина         | Відбір до ЧЄ 1976   | -    |          |
| 23/11/1975 | Ізмір           | Туреччина         | 1 – 0     | СРСР              | Відбір до ЧЄ 1976   | -    |          |
| 20/12/1975 | Стамбул         | Туреччина         | 0 – 5     | ФРН               | товариський матч    | -    |          |
| 08/02/1976 | Багдад          | Ірак              | 0 – 0     | Туреччина         | товариський матч    | -    |          |
| 25/08/1976 | Гельсінкі       | Фінляндія         | 2 – 1     | Туреччина         | товариський матч    | -    |          |
| 22/09/1976 | Софія (місто)   | Болгарія          | 2 – 2     | Туреччина         | товариський матч    | -    |          |
| 13/10/1976 | Стамбул         | Туреччина         | 3 – 3     | Ірландія          | товариський матч    | -    |          |
| 31/10/1976 | Анкара          | Туреччина         | 4 – 0     | Мальта            | Відбір до ЧС 1978   | -    |          |
| 17/11/1976 | Дрезден         | НДР               | 1 – 1     | Туреччина         | Відбір до ЧС 1978   | -    |          |
| 16/02/1977 | Стамбул         | Туреччина         | 2 – 0     | Болгарія          | Кубок Балкан        | -    |          |
| 23/03/1977 | Бухарест        | Румунія           | 4 – 0     | Туреччина         | Кубок Балкан        | -    |          |
| 06/04/1977 | Анкара          | Туреччина         | 1 – 2     | Фінляндія         | товариський матч    | -    |          |
| 17/04/1977 | Відень          | Австрія           | 1 – 0     | Туреччина         | Відбір до ЧС 1978   | -    |          |
| 07/09/1977 | Братислава      | Чехословаччина    | 1 – 0     | Туреччина         | товариський матч    | -    |          |
| 21/09/1977 | Софія (місто)   | Болгарія          | 3 – 1     | Туреччина         | Кубок Балкан        | -    |          |
| 30/10/1977 | Ізмір           | Туреччина         | 0 – 1     | Австрія           | Відбір до ЧС 1978   | -    |          |
| 16/11/1977 | Ізмір           | Туреччина         | 1 – 2     | НДР               | Відбір до ЧС 1978   | -    |          |
| 23/09/1978 | Флоренція       | Італія            | 1 – 0     | Туреччина         | товариський матч    | -    |          |
| 05/10/1978 | Анкара          | Туреччина         | 0 – 2     | СРСР              | товариський матч    | -    |          |
| 29/11/1978 | Рексем          | Уельс             | 1 – 0     | Туреччина         | Відбір до ЧЄ 1980   | -    |          |
| 28/02/1979 | Бурса (місто)   | Туреччина         | 0 – 1     | Алжир             | товариський матч    | -    |          |
| 18/03/1979 | Ізмір           | Туреччина         | 2 – 1     | Мальта            | Відбір до ЧЄ 1980   | 1    | 89'      |
| 01/04/1979 | Ізмір           | Туреччина         | 0 – 0     | ФРН               | Відбір до ЧЄ 1980   | -    |          |
| 28/10/1979 | Гзіра           | Мальта            | 1 – 2     | Туреччина         | Відбір до ЧЄ 1980   | -    |          |
| 21/11/1979 | Ізмір           | Туреччина         | 1 – 0     | Уельс             | Відбір до ЧЄ 1980   | -    |          |
| 22/12/1979 | Гельзенкірхен   | ФРН               | 2 – 0     | Туреччина         | Відбір до ЧЄ 1980   | -    |          |
| 24/09/1980 | Ізмір           | Туреччина         | 1 – 3     | Ісландія          | Відбір до ЧС 1982   | 1    |          |
| 01/10/1980 | Ізмір           | Туреччина         | 1 – 2     | Лівія             | Ісламські ігри 1980 | -    |          |
| 03/10/1980 | Ізмір           | Туреччина         | 3 – 0     | Саудівська Аравія | Ісламські ігри 1980 | -    |          |
| 05/10/1980 | Ізмір           | Туреччина         | 3 – 0     | Малайзія          | Ісламські ігри 1980 | -    |          |
| 15/10/1980 | Кардіфф         | Уельс             | 4 – 0     | Туреччина         | Відбір до ЧС 1982   | -    | 54'      |
| 15/04/1981 | Стамбул         | Туреччина         | 0 – 3     | Чехословаччина    | Відбір до ЧС 1982   | -    |          |
| 09/09/1981 | Рейк'явік       | Ісландія          | 2 – 0     | Туреччина         | Відбір до ЧС 1982   | -    |          |
| 23/09/1981 | Москва          | СРСР              | 4 – 0     | Туреччина         | Відбір до ЧС 1982   | -    |          |
| 07/10/1981 | Ізмір           | Туреччина         | 0 – 3     | СРСР              | Відбір до ЧС 1982   | -    |          |
| 27/10/1982 | Ізмір           | Туреччина         | 1 – 0     | Албанія           | Відбір до ЧЄ 1984   | -    |          |
| 17/11/1982 | Відень          | Австрія           | 4 – 0     | Туреччина         | Відбір до ЧЄ 1984   | -    |          |
| 22/12/1982 | Стамбул         | Туреччина         | 0 – 1     | Болгарія          | товариський матч    | -    |          |
| 29/01/1983 | Стамбул         | Туреччина         | 1 – 1     | Румунія           | товариський матч    | -    |          |
| 09/03/1983 | Тиргу-Муреш     | Румунія           | 3 – 1     | Туреччина         | товариський матч    | -    |          |
| 30/03/1983 | Белфаст         | Північна Ірландія | 2 – 1     | Туреччина         | Відбір до ЧЄ 1984   | -    |          |
| 23/04/1983 | Ізмір           | Туреччина         | 0 – 3     | ФРН               | Відбір до ЧЄ 1984   | -    |          |
| 11/05/1983 | Тирана          | Албанія           | 1 – 1     | Туреччина         | Відбір до ЧЄ 1984   | -    |          |
| 12/10/1983 | Анкара          | Туреччина         | 1 – 0     | Північна Ірландія | Відбір до ЧЄ 1984   | -    |          |
| 26/10/1983 | Західний Берлін | ФРН               | 5 – 1     | Туреччина         | Відбір до ЧЄ 1984   | -    |          |
| 16/11/1983 | Стамбул         | Туреччина         | 3 – 1     | Австрія           | Відбір до ЧЄ 1984   | -    |          |
| 03/03/1984 | Стамбул         | Туреччина         | 1 – 2     | Італія            | товариський матч    | -    |          |
| 11/03/1984 | Еш-сюр-Альзетт  | Люксембург        | 1 – 3     | Туреччина         | товариський матч    | -    |          |
| 04/04/1984 | Стамбул         | Туреччина         | 0 – 6     | Угорщина          | товариський матч    | -    |          |
| Усього     |                 | Матчів            | 51        |                   | Голів               | 2    |          |

### Тренерська статистика
Станом на 8 листопада 2018 року
| Команда        | З      | По     | Статистика | Статистика | Статистика | Статистика | Статистика |
| Команда        | З      | По     | І          | В          | Н          | П          | % В        |
| -------------- | ------ | ------ | ---------- | ---------- | ---------- | ---------- | ---------- |
| «Анкарагюджю»  | 1987   | 1989   | 82         | 34         | 23         | 25         | 41,46      |
| «Гезтепе»      | 1989   | 1990   | 32         | 18         | 9          | 5          | 56,25      |
| Туреччина U-21 | 1990   | 1993   | 25         | 13         | 4          | 8          | 52,00      |
| Туреччина      | 1993   | 1996   | 34         | 17         | 8          | 9          | 50,00      |
| «Галатасарай»  | 1996   | 2000   | 203        | 130        | 46         | 27         | 64,04      |
| «Фіорентіна»   | 2000   | 2001   | 23         | 10         | 9          | 4          | 43,48      |
| «Мілан»        | 2001   | 2001   | 13         | 8          | 3          | 2          | 61,54      |
| «Галатасарай»  | 2002   | 2004   | 83         | 43         | 16         | 24         | 51,81      |
| Туреччина      | 2005   | 2009   | 58         | 26         | 18         | 14         | 44,83      |
| «Галатасарай»  | 2011   | 2013   | 96         | 57         | 24         | 15         | 59,38      |
| Туреччина      | 2013   | 2017   | 44         | 27         | 8          | 9          | 61,36      |
| «Галатасарай»  | 2017   |        | 43         | 27         | 6          | 10         | 62,79      |
| Усього         | Усього | Усього | 711        | 392        | 172        | 147        | 55,13      |

## Титули і досягнення

### Як гравця
- Володар Кубка Туреччини (3):

«Галатасарай»: 1975-1976, 1981-1982, 1984-1985
- Володар Суперкубка Туреччини (1):

«Галатасарай»: 1982

### Як тренера
- Чемпіон Туреччини (8):

«Галатасарай»: 1996-1997, 1997-1998, 1998-1999, 1999-2000, 2011-2012, 2012-2013, 2017-2018, 2018–19
- Володар Кубка Туреччини (3):

«Галатасарай»: 1998-1999, 1999-2000, 2018-2019
- Володар Суперкубка Туреччини (5):

«Галатасарай»: 1996, 1997, 2012, 2013, 2019
- Володар Кубка УЄФА (1):

«Галатасарай»: 1999-2000
- Переможець Середземноморських ігор: 1993